# Dorielton
Dorielton Gomes Nascimento hay Dori (Vila Velha, 7 tháng 3 năm 1990), là một cầu thủ bóng đá người Brasil hiện tại thi đấu cho Inner Mongolia Zhongyou.